# Valentin Simutoga
Pour les articles homonymes, voir Simutoga.

a Compétitions nationales et continentales officielles uniquement.

b Matchs officiels uniquement.
Dernière mise à jour le 25 mai 2025.
Valentin Simutoga, né le 14 février 2003 à Colmar (Haut-Rhin), est un joueur français de rugby à XV évoluant au poste de pilier avec le Lyon OU en Top 14.
Son frère ainé Michaël Simutoga est également joueur de rugby à XV et pilier.

## Biographie

### Jeunesse et formation
Valentin Simutoga vient d'une famille d'origine walisienne. Son père est un ancien militaire. Le pilier Michaël Simutoga, formé également au Rugby Club Castelpontin et à l'ASM Clermont Auvergne, est son frère ainé. Le joueur retraité de rugby à XV Jocelino Suta est son oncle et Filimo Taofifénua son cousin.
Étant tout d'abord formé au Rugby Club Castelpontin de 2009 à 2011, basé à Pont-du-Château à quelques kilomètres de Clermont-Ferrand, il rejoint l'ASM Clermont Auvergne à partir de 2011. En juin 2019, il est annoncé qu'il prolonge son contrat avec le centre de formation jusqu'en 2022.
Début 2022, il est retenu par l'équipe de France des moins de 20 ans pour préparer le Tournoi des Six Nations. Remplaçant lors de la première journée contre l'Italie, il est titularisé lors de la journée suivante contre l'Irlande, alors qu'étant initialement remplaçant, à la suite du forfait du pilier droit titulaire Robin Bellemand. Au mois d'avril 2022, il est retenu avec l'équipe de France des moins de 20 ans développement pour disputer une tournée de préparation face à leurs homologues Irlandais,,.

### Début de carrière professionnelle à l'ASM Clermont (2022-2023)
Par la suite, Valentin Simutoga est intégré au groupe professionnel de l'ASM Clermont Auvergne dès 2022. Il dispute ses premières rencontres professionnelles lors de la saison 2022-2023, car l'ASM fait face à une pénurie de joueurs au poste de pilier droit où Rabah Slimani et Cristian Ojovan sont blessés et Giorgi Dzmanashvili est lui suspendu. Lors d'un déplacement contre le Castres olympique, il est inscrit sur la feuille de match en tant que remplaçant pour la 9e journée du Top 14, son coéquipier au poste de pilier droit Davit Kubriashvili se blesse durant la rencontre et Simutoga le remplace dès la première mi-temps pour disputer ses premières minutes professionnelles, il forme une première ligne d'une moyenne d'âge de vingt ans avec ses deux coéquipiers Benjamin Boudou et Daniel Bibi Biziwu pendant quelque minutes. La semaine suivante, il est titularisé pour la première fois, à l'âge de dix-neuf ans, contre l'Aviron bayonnais au stade Marcel-Michelin, disputant soixante-six minutes durant cette rencontre perdue 25-20 par l'ASM.
En janvier 2023, il est de nouveau sélectionné pour le Tournoi des Six Nations des moins de 20 ans. Pour la première journée, il est nommé sur le banc des remplaçants mais il subit une blessure pendant l'échauffement qui le contraint à déclarer forfait,, il ne dispute ensuite aucune rencontre durant la compétition. En mai 2023, il fait partie d'un groupe de cinquante-et-un joueurs convoqués pour préparer le Championnat du monde junior 2023 avec les Bleuets. Cependant, il ne fait ensuite pas partie de la sélection finale de trente joueurs dévoilée le mois suivant. Ce même mois, il est annoncé qu'il quitte son club formateur pour rejoindre le Lyon OU à partir de la saison 2023-2024.

### Départ au Lyon OU (depuis 2023)
Au Lyon OU, il joue tout d'abord avec les espoirs. Par la suite, début décembre 2023, il dispute son premier match avec son nouveau club en connaissant sa première titularisation en professionnel et inscrit à cette occasion son premier essai mais ne peut empêcher la défaite 29 à 14 de son équipe sur le terrain du Castres olympique lors de la neuvième journée du Top 14. Deux semaines plus tard, il fait ses débuts en Champions Cup en tant que remplaçant face aux Bulls,. Par la suite, il joue neuf autres rencontres avec l'équipe professionnelle cette saison-là, toutes en tant que remplaçant. En fin de saison, il rejoue avec les espoirs pour les demi-finales d'accession.
Lors de la saison 2024-2025, il est très peu utilisé par l'équipe professionnelle du Lyon OU, ne disputant que trois rencontres. De ce fait, il est annoncé qu'il est envoyé en prêt à l'US Montauban pour la saison 2025-2026.

## Statistiques

### En club
| Saison             | Club               | Championnat | Championnat | Championnat | Compétitions EPCR      | Compétitions EPCR | Compétitions EPCR |
| Saison             | Club               | Compétition | Matchs      | Essais      | Compétition            | Matchs            | Essais            |
| ------------------ | ------------------ | ----------- | ----------- | ----------- | ---------------------- | ----------------- | ----------------- |
| 2022-2023          | ASM Clermont       | Top 14      | 2           | -           | Champions Cup          | -                 | -                 |
| Total ASM Clermont | Total ASM Clermont | Top 14      | 2           | 0           | Champions Cup          | 0                 | 0                 |
| 2023-2024          | Lyon OU            | Top 14      | 10          | 1           | Champions Cup          | 1                 | -                 |
| 2024-2025          | Lyon OU            | Top 14      | 1           | -           | Challenge Cup          | 2                 | -                 |
| Total Lyon OU      | Total Lyon OU      | Top 14      | 11          | 1           | Compétitions de l'EPCR | 3                 | 0                 |

### En sélection nationale
Valentin Simutoga dispute deux matchs avec l'équipe de France des moins de 20 ans, prenant part à une édition du Tournoi des Six Nations en 2022. Il n'a pas inscrit de points.